# Simpson megye (Kentucky)
Simpson megye az Amerikai Egyesült Államokban, azon belül Kentucky államban található. Megyeszékhelye és legnagyobb városa Franklin. Lakosainak száma 19 594 fő (2020. április 1.). Simpson megye Allen, Logan, Warren, Sumner és Robertson megyékkel határos.

## Népesség
A megye népességének változása:
| Lakosok száma | 17 337 | 17 299 | 17 558 | 17 793 | 18 006 | 19 594 |
|               | 2010   | 2011   | 2012   | 2013   | 2015   | 2020   |